# Chiesa dei Santi Ippolito e Cassiano (Brescia)
La chiesa dei Santi Ippolito e Cassiano era un edificio religioso situato a Brescia, tra l'attuale piazza Martiri di Belfiore e il vicolo San Cassiano.
Già esistente nel XII secolo, fu demolita nel 1904. L’edificio è noto per aver ospitato importanti opere d’arte e per il suo portale duecentesco scampato alla demolizione e oggi conservato nel cortile della Pinacoteca Tosio Martinengo.

## Storia
Le origini della chiesa sono incerte: il titolo appare citato già in una bolla di Papa Eugenio III del 1148 tra le parrocchie sotto la giurisdizione del Capitolo della Cattedrale. La chiesa era ufficialmente proprietà del Capitolo già in un documento del 1175 e viene citata nuovamente in un elenco del 1275, in cui si nomina il prete Bartolomeo come cappellano della parrocchia. 
L’edificio, più oratorio che chiesa a sé stante, sorgeva in prossimità della porta di Santo Stefano sulla Cittadella Nuova, nei pressi dell’attuale via Gabriele Rosa.
La chiesa rimase attiva fino alla fine del XIX secolo. Dopo la soppressione delle confraternite, fu destinata a usi profani: magazzino, scuola elementare, deposito di fanali pubblici, infine scuola femminile pubblica. Venne demolita nel 1904 per lasciare spazio alla sede della Società generale dei Telefoni.
Prima della demolizione, nel corso del XIX secolo, dalla chiesa erano state asportate e parzialmente disperse svariate opere d’arte, tra cui gli affreschi citati di seguito e l’intero portale d’ingresso.

## Opere d’arte
Tra il 1527 e il 1530, Andrea da Manerbio eseguì per l’oratorio un ciclo di Storie della Passione di Cristo su due registri, articolati entro una struttura architettonica dipinta. Le opere, staccate nell’Ottocento e disperse, sono oggi suddivise fra:
- Cristo davanti ad Anna e Cristo schiaffeggiato – Pinacoteca Tosio Martinengo, Brescia
- Cristo davanti a Caifa e Flagellazione – chiesa di Santa Maria delle Consolazioni, Brescia
- Ecce Homo e Ascesa al Calvario – Szépművészeti Múzeum, Budapest
- Crocifissione e Deposizione – Museum of Fine Arts (Boston), Boston

Un altro affresco di Andrea, la Madonna del Latte (1525 circa), si trovava su un altarino esterno alla chiesa ed è oggi conservato presso la Pinacoteca Tosio Martinengo.
Secondo le fonti documentarie, all’interno della chiesa erano inoltre presenti:
- Un'Assunzione della Vergine di Floriano Ferramola[2]
- Una Beata Vergine Assunta venerata dai Santi Ippolito e Cassiano attribuita a Francesco Savanni[2]
- Una Storia della Vergine e una Passione di Cristo di Lattanzio Gambara[2]

Dalla chiesa provengono anche affreschi oggi nei depositi dei Civici Musei: una Madonna in trono con i santi Caterina, Maddalena, Benedetto e un altro santo e un Sant’Onorio benedicente.

### Il portale
Il portale della chiesa fu asportato prima della demolizione ed è oggi conservato nel cortile della Pinacoteca Tosio Martinengo. Il manufatto è costruito con conci di pietra alternati a corsi di mattoni, con una ghiera di laterizi lavorati a martellina e un archivolto in pietra, suggerendo una datazione al XIII secolo.
All’interno della lunetta del portale si trova un affresco con Cristo benedicente, attribuito all’ambito tardo gotico, con evidenti richiami bizantini e decorazioni dai colori vivaci.